# شهرستان پروومایسکی (سرزمین آلتای)
شهرستان پروومایسکی (به لاتین: Pervomaysky District) یک شهرستان در روسیه است که در سرزمین آلتای واقع شده‌است.